# South Pacific Stock Exchange
South Pacific Stock Exchange (w skrócie SPSE) – jedyna giełda papierów wartościowych w Fidżi; zlokalizowana w stolicy kraju - Suva.
Giełda powstała w 1979 jako Suva Stock Exchange. W 2000 nazwa została zmieniona na South Pacific Stock Exchange.
Obecnie (kwiecień 2016) na SPSE notowane są akcje 19 spółek.